# メモリーキャッツ
メモリーキャッツ（Memory Cats）は、日本のバラエティ番組『ウッチャンナンチャンのウリナリ!!』（日本テレビ系列）から生まれた歌手ユニット。

## メンバー
- メモリー南原（南原清隆）
- 小池栄子
- ユニー・ハン

## 概要
ブラボー内村率いるウルトラキャッツに対抗してメモリー南原が同番組の出演者だった小池栄子とハンをメンバーに入れて立ち上げた三人組。2001年10月、バレーボール世界一決定戦「World Grand Champions Cup 2001（グラチャン）」テーマソングの座をかけ、「ウルトラキャッツ」との対戦を行い勝利し、CDデビューを果たした。しかし「小池は音楽が苦手」「ハンは歌が苦手」ということ後から分かったため、ヴォーカルを南原が務めることになった。
河村隆一にプロデュースを、松任谷正隆が編曲という後ろ楯があったが、活動は1曲で終了した。河村から武道館コンサートでのオープニングアクトを依頼されたとの展開で、南原がユニットの再起を図り、小池が目指した「アーティストとしてのメモリーキャッツ」を実現するため、ハンが「もう、音痴とは言わせない」との覚悟を持って、松任谷の指導を受けるなど決死の挽回を狙った。松任谷の試験を受けるのはゴルゴ松本・三津谷葉子・坂本ちゃんも含めて6人であり、不合格者は合格者と入れ替わる生き残りをかけた試験だった。必死の試験に南原・小池・ハンが合格、河村の武道館コンサートでオープニングアクトを務めるも解散が決定。解散の原因となったのは、ハンと南原の楽器の演奏ミスが番組の設けた「継続の為の規定数」を上回ったため（小池はミスなし）。結果、立ち上げから2か月程度で活動終了となった。

## シングルCD
1. TOMORROW（2001年11月14日、Sony Records ）
  1. TOMORROW[4:40]
  2. TOMORROW(unplugged version) [3:16]
  3. TOMORROW(ac g version)[3:46]
  4. TOMORROW(instrumental)[4:40]

  - 作詞・作曲:ЯＫ／編曲：土方隆行
  - Produced by Я・K works
  - 後に河村も自身のアルバム「深愛〜only one〜」でセルフカバー。
  - オリコンチャート34位